# Jeroen Piket
Jeroen Piket (Leida, 27 gennaio 1969) è uno scacchista olandese, Grande maestro dal 1989, ritiratosi dalle competizioni nel 2001.
Quattro volte campione olandese (nel 1990, 1991, 1992 e 1994), ha vinto tra gli altri il torneo di Groninga nel 1992, il torneo di Dortmund nel 1994 e il torneo di Tilburg nel 1996; l'anno seguente è arrivato secondo nel torneo di Wijk aan Zee. Nel 1999 pareggiò un incontro di otto partite contro Anatolij Karpov (tutte patte), mentre nel 2000 ha vinto un torneo via internet organizzato dal sito kasparovchess.org, battendo in finale lo stesso Garri Kasparov. Ha partecipato a sei edizioni delle Olimpiadi degli scacchi, vincendo la medaglia di bronzo con la squadra nel 1988.
Dopo essersi ritirato è diventato il segretario del miliardario Joop van Oosterom, il quale nel 2005 ha vinto il campionato del mondo di scacchi per corrispondenza.